# Guttenberg (Iowa)
Guttenberg is een plaats (city) in de Amerikaanse staat Iowa, en valt bestuurlijk gezien onder Clayton County.

## Demografie
Bij de volkstelling in 2000 werd het aantal inwoners vastgesteld op 1987. In 2006 is het aantal inwoners door het United States Census Bureau geschat op 1943, een daling van 44 (-2,2%).

## Geografie
Volgens het United States Census Bureau beslaat de plaats een oppervlakte van 5,4 km², waarvan 5,3 km² land en 0,1 km² water. Guttenberg ligt op ongeveer 188 m boven zeeniveau.

## Plaatsen in de nabije omgeving
De onderstaande figuur toont nabijgelegen plaatsen in een straal van 16 km rond Guttenberg.